# Oligosoma lineoocellatum
Oligosoma lineoocellatum — вид сцинкоподібних ящірок родини сцинкових (Scincidae). Ендемік Нової Зеландії.

## Поширення і екологія
Ophiomorus lineoocellatum мешкають в Центральному Кентербері на сході Південного острова Нової Зеландії. Вони живуть в прибережних чагарниках, на купинних луках і галькових пляжах.

## Збереження
МСОП класифікує цей вид як такий, що перебуває під загрозою зникнення. Oligosoma lineoocellatum загрожує хижацтво з боку інтродукованих тварин.